# Tudor Vladimirescu, Constanța
Tudor Vladimirescu este un sat în comuna Băneasa din județul Constanța, Dobrogea, România.
Se află în partea de sud-vest a județului,  în Podișul Oltinei, nu departe de frontiera cu Bulgaria.
În trecut s-a numit Regepcuiuș/Regep Cuius (în turcă Recepkuyusu). Localitatea este atesată istoric în jurul anului 1800, până în anul 1946 având statut de comună, iar, ulterior, până în anul 1951, localitatea fiind atașată ca sat al comunei Dobromir Vale. Din anul 1951, localitatea a devenit comună până în anul 1968, când a fost atașată ca sat component al comunei Băneasa.